# Daito Takahashi
Daito Takahashi (jap. 高橋 大斗 Takahashi Daito; * 16. Dezember 1980 in Kita-Akita, Präfektur Akita) ist ein ehemaliger japanischer Skisportler, der von 1999 bis 2012 als Nordischer Kombinierer und seitdem als Skispringer international startete.

## Werdegang

### Nordische Kombination
Daito Takahashi war ein erfolgreicher Kombinierer, obwohl er bei Großereignissen nie eine Medaille gewinnen konnte. Der für Tsuchiya Home startende Sportler betrieb die Sportart seit 1993. Sein nationales Debüt erfolgte 1998, sein internationales 1999, bei einem Weltcup in Vuokatti (38.). Seitdem startete er in über 125 Weltcuprennen. Im Januar 2000 kam er im Val di Fiemme als Achter erstmals unter die Top 10. 2002 kam er in Liberec als Dritter zum ersten Mal aufs Podest. In der Weltcupsaison 2003/04 konnte er schließlich in Lahti an zwei aufeinander folgenden Tagen seine beiden ersten und bislang einzigen Weltcuprennen gewinnen.
Bei den Olympischen Spielen 2002 und 2006 in Salt Lake City und Turin trat er jeweils in allen drei Rennen der Kombination an. Seine beste Platzierung war ein sechster Platz im Sprint von Soldier Hollow. In Pragelato Plan wurde er auch mit der Mannschaft Sechster, verpasste aber eine Medaille mit kaum mehr als einer Sekunde Rückstand in einem packenden Finale nur knapp. Seine Auftritte bei Nordischen Skiweltmeisterschaften waren meist durchwachsen, seine besten Platzierungen waren 2003 ein zehnter Rang im Einzel und 2005 derselbe Rang im Sprint. Bei der Nordischen Skiweltmeisterschaft 2007 in Sapporo stürzte er bei einem Sprung schwer und brach sich eine Schulter.
Takahashi galt als einer der stärksten Springer im Teilnehmerfeld der Kombinierer. Mehrfach lag er nach den Springen in Front, konnte diese Vorsprünge jedoch aufgrund seiner weniger guten Laufleistungen nicht ins Ziel bringen. Seinen letzten Wettkampf in der Nordischen Kombination bestritt er bei einem FIS-Rennen im März 2013 in Sapporo, bei dem er als Zehnter das Ziel erreichte.

### Skispringen
Im Februar 2012 nahm Takahashi bei einem FIS-Springen in Sapporo erstmals an einem internationalen Wettkampf im Spezialspringen teil und belegte Rang 24. Nach weiteren FIS-Springen in Sapporo wurde er im September 2013 erstmals außerhalb Japans eingesetzt und gewann im rumänischen Râșnov sogleich ein FIS-Cup-Springen und belegte beim zweiten Wettbewerb dort den zweiten Rang. Darauf folgten im Januar 2014 bei den Springen in Sapporo Einsätze im Continental Cup, wo er unter anderem von der Großschanze Platz 13 belegte. Am 25. Januar 2014 gab er in Sapporo sein Debüt im Skisprung-Weltcup und sprang auf Anhieb als 30. in die Punkteränge.

## Erfolge

### Weltcup-Statistik Nordische Kombination
Die Tabelle zeigt die erreichten Platzierungen im Einzelnen.
- Platz 1.–3.: Anzahl der Podiumsplatzierungen
- Top 10: Anzahl der Platzierungen unter den ersten zehn
- Punkteränge: Anzahl der Platzierungen innerhalb der Punkteränge
- Starts: Anzahl gelaufener Rennen in der jeweiligen Disziplin

| Platzierung                              | Einzel a | Sprint | Massenstart | Team   | Team    | Gesamt |
| Platzierung                              | Einzel a | Sprint | Massenstart | Sprint | Staffel | Gesamt |
| ---------------------------------------- | -------- | ------ | ----------- | ------ | ------- | ------ |
| 1. Platz                                 | 1        | 1      |             |        |         | 2      |
| 2. Platz                                 | 1        | 1      |             |        |         | 2      |
| 3. Platz                                 | 2        | 1      |             |        |         | 3      |
| Top 10                                   | 25       | 17     | 8           |        |         | 50     |
| Punkteränge                              | 75       | 52     | 16          |        |         | 143    |
| Starts                                   | 107      | 71     | 18          |        | 1       | 197    |
| Stand: Ende als Kombinierer im März 2013 |          |        |             |        |         |        |

### Weltcupplatzierungen Skispringen
| Saison  | Platz | Punkte |
| ------- | ----- | ------ |
| 2013/14 | 82    | 1      |